# Eberhard Rösch
Eberhard Rösch (* 9. April 1954 in Karl-Marx-Stadt) ist ein ehemaliger deutscher Biathlet.
In den Jahren 1978 und 1980 belegte er jeweils den dritten Platz in der Gesamtwertung des Biathlon-Weltcups. Bei den Olympischen Winterspielen 1980 in Lake Placid gewann er mit der DDR-Staffel die Silbermedaille und belegte über 20 Kilometer den dritten Platz. 1978 gewann er bei den Biathlon-Weltmeisterschaften über 10 und 20 Kilometer die Silber- beziehungsweise die Bronzemedaille und siegte mit der Staffel. Den Staffelerfolg konnte er jeweils 1979 in Ruhpolding und 1981 in Lahti wiederholen.
Im Jahr 2005 wurde bekannt, dass Eberhard Rösch 17 Jahre lang als inoffizieller Mitarbeiter für die Staatssicherheit der DDR gearbeitet hat.
Rösch ist heute Organisator bei Biathlon-Veranstaltungen und war bis 2012 Stützpunktleiter des Olympiastützpunktes Altenberg. Seit 2012 ist er dort Sportwart Biathlon und Technischer Leiter. Sein Sohn Michael war ebenfalls ein erfolgreicher Biathlet.
Eberhard Rösch lebt mit seiner Frau Barbara in Zinnwald-Georgenfeld.

## Auszeichnungen
- 1980 – Vaterländischer Verdienstorden in Bronze
- 1988 – Orden Banner der Arbeit Stufe I